# District d'Umzingwane
Le district de Umzingwane est une subdivision administrative de second ordre de la province du Matabeleland méridional au Zimbabwe. Son chef-lieu est la ville d'Umzingwane. 